# 박종원 (1968년)
박종원(1968년 7월 4일 ~ )은 대한민국 전라남도의회 의원이다.

## 학력
- 광주대학교 토목공학과 졸업

## 경력
- 2006.07 ~ 2010.06: 제5대 담양군의회 의원
- 2014.07 ~ 2018.03: 제7대 담양군의회 의원
- 2018년 7월 1일 ~ 2022년 6월 30일: 제11대 전라남도의회 의원
- 2022년 7월 1일 ~ : 제12대 전라남도의회 의원
  - 제12대 전라남도의회 전반기 교육위원회 위원
  - 제12대 전라남도의회 전반기 의회운영위원회 위원
  - 제12대 전라남도의회 전반기 예산결산특별위원회 위원장
- 2022.10 ~ : 더불어민주당 전라남도당 예산결산위원장

## 역대 선거 결과
|  | 27.73% |

|  | 29.33% |

|  | 31.05% |

|  | 0% |

|  | 0% |